# 細胞検査士
細胞検査士（さいぼうけんさし、英: cytotechnologist; CT）は、細胞病理検査（en:cytopathology）を専門業務とする病理検査室の臨床検査技師。
細胞病理検査は一般には細胞診と略称されている。癌の早期発見や早期診断を目的に、人体の細胞の一部を採取し形態学的基準に基づき、癌細胞だけでなく癌細胞と紛らわしい異型細胞や前癌病変に相当する異形成細胞の存在を顕微鏡で観察して発見することが主な検査実務である。実際には細胞検査材料の採取の介助、適切な細胞処理の選択、検査に必要な染色法の選択、検査結果の精度管理、標本の管理と保存など一連の検査実務を担当している。

## 歴史
細胞病理検査の方法と技術はギリシア系アメリカ人である医師パパニコロウ(en:Georgios Papanikolaou)により創始された。1950年代より婦人科系腫瘍の子宮頚癌の早期発見を目的に大規模な臨床試験パップテスト（en:Pap test パップ・スメアとも言う）が開始され、子宮頚癌による死亡者の減少に貢献することが実証され、世界的に子宮癌のスクリーニング法として普及した。
今日、細胞診検査は子宮癌のみでなく、あらゆる臓器や器官に発生する腫瘍の検査に応用されている。ただし、血液細胞や骨髄細胞の形態検査を細胞検査士が担うことは稀である。

## 資格
日本国内における正式な細胞検査士資格を得るには、受験資格を得た後、日本臨床細胞学会の実施する認定試験に合格することが必要である。細胞検査士cytotechnologistのCT、日本臨床細胞学会Japanese Society of Clinical CytologyのJSCをとって、略称を「CT JSC」「CT (JSC)」「C.T., J.S.C.」などと表記する。細胞検査士は日本臨床細胞学会と日本臨床病理学会の認定資格で、国家資格ではない。

### 認定試験
- 一次試験は、筆記試験およびスライド投影による細胞像判定試験で、例年11月に東京・大阪で実施される。一次試験合格資格は1年間有効で、翌年の1次試験のみ免除される。
- 二次試験は実技試験で、顕微鏡によるスクリーニング、細胞同定試験、標本作製実技試験（塗抹固定）を行い、例年12月に東京で実施される。
- 合格率はいずれも約50%[1]。

### 認定試験受験資格
細胞検査士認定試験受験資格を得るためには3つの方法がある

1. 細胞検査士養成コースのある大学で所定の単位を修得する
- 杏林大学　保健学部細胞検査士養成課程
- 北里大学　医療検査学科細胞検査士コース
- 山口大学　医学部保健学科細胞検査士コース
- 倉敷芸術科学大学　生命科学部生命医科学科
- 神戸常盤大学　保健科学部医療検査学科
- 弘前大学　医学部保健学科検査技師科学専攻
- 九州保健福祉大学　生命医科学部生命医科学科
- 関西医療大学　保健医療学部臨床検査学科
- 京都橘大学    健康科学部臨床検査学科細胞検査士コース
- 千葉科学大学　危機管理学部保健医療学科
- 森ノ宮医療大学　保健医療学部臨床検査学科
- 四日市看護医療大学　看護医療学部臨床検査学科
- 福島県立医科大学　保健科学部
- 大阪大学大学院
- 鈴鹿医療科学大学大学院
- 国際医療福祉大学大学院　大川キャンパス
- 国際医療福祉大学大学院　成田キャンパス

　※設置認可届出中の大学を含む
2. 臨床検査技師又は衛生検査技師国家資格（国家試験合格後）を得て細胞検査士養成所に進学し、所定の教育課程を履修する。6〜7ヶ月間、臨床細胞学の講義と実習が集中して行われる。
- がん研究会有明病院附設 細胞検査士養成所
- 東京都多摩がん検診センター細胞検査士養成所
- 加計学園 細胞病理学研究所 (倉敷芸術科学大学)
- 畿央大学 臨床細胞学研修センター

3. 臨床検査技師または衛生検査技師国家資格を得て、細胞診業務１年以上の実務経験をつむ

現在、細胞検査士教育は4年制大学が主流である。臨床検査技師教育が4年制大学教育に移行して久しいが、学部でのダブルライセンス取得には臨床検査技師国家試験の合格が確実な成績上位数名の選抜による少数教育制がとられている。
大学院教育も始まり、助産師教育での問題と同様に今後はさらに大学院教育へ移行していくものと思われる。また、上記養成校以外に専門医取得と同様のレジデント制度のある医療機関(静岡がんセンターなど)もあり、働きながら認定取得を目指すことも可能である。

### 国際細胞検査士
細胞検査士認定試験合格者には、国際細胞学会（International Academy of Cytology）による国際細胞検査士(international cytotechnologist; CT(IAC)）認定試験の受験資格が与えられる。この試験は隔年（奇数年）に東京で実施される。4年ごとに資格更新継続が必要で、所定の単位が満たされなかった者は4年間の有効期限の終期に再試験を受ける。

国際細胞検査士資格は多くの国々で有効だが、米国や英国で細胞検査士として働くときには日本と同様に国内資格が必要。

## 関連用語
- パパニコロウ染色（Papanicolaou染色）
- ディフ・クイック染色
- メイ・ギムザ染色
- パップテスト（Pap test）
- 剥離細胞診（exfoliative cytology）
- 穿刺吸引細胞診（fine needle aspiration cytology）
- 喀痰細胞診
- 尿細胞診
- 体腔液細胞診
- 捺印細胞診
- 精度管理
- 国際細胞検査士
- 胚培養士・臨床エンブリオロジスト
- 細胞診専門医
- 病理医
- 臨床検査技師
- 細胞検査士会